# Сер (град)
Сер(грч. Σέρρες, Серес) је град и седиште истоимене општине и округа, на истоку периферије Средишња Македонија. Град је удаљен око 69 km од најближег већег града Солуна.

## Положај
Град је смештен у долини реке Струме, од које је удаљен 20-ак километара ка истоку. у градском залеђу налазе се планине Родопи.

## Историја
Град је под називом Серес или Серез (лат. Serrae) био познат у староримско доба, а у доба Византије од овог насеља је изграђена велика тврђава за одбрану граница ка северу, али је у неколико наврата падала у руке Бугара (1230—1258). Године 1345. град је постао део Душановог царства и остао је под српском влашћу све до 1371. године.
Град се назива и "Ефаит" (или Ифаит) по српским изворима у 15. веку. Име се везује за истоимени град у Хеленопонту, у којем су били мученици Св. Теодор Стратилат и Св. Теодор Тирин. Култ тих светитеља донео је у Серез и околину владар Теодор Ласкар II (1254-1258). У граду је њима у то време посвећена садашња серешка саборна црква. После смрти цара Душана овим крајем влада деспот Угљеша до 1371. године, када губитком Маричке битке ово подручје пада прво под Византинце, а од 1383. године је под Османлијском влашћу који владају градом све до 1912. године.
Под Турцима град остаје следећих 420 година. 1903. град је био једно од попришта неуспешног Илинденског устанка српског становништва против Турака. Током Балканских ратова град је био прво у оквиру Грчке, затим под бугарском окупацијом, па поново враћен Грчкој. Ове управне промене довеле су до исељавања Срба, Бугара и Турака у матице и до насељавања грчких избеглица из Мале Азије. Град је био уништен у овим ратовима, па се приступило изградњи новог града.

### Срби у Серу и околини
Српски краљ Милутин је 1283. године заузео Серез. Он је ту основао православни манастир Св. Јована.
Археолошка истраживања до 1927. године у ископинама цркве Св. Николе на Акропољу у Серезу, показала су српско присуство на том подручју. Пронађени натпису сведоче о подизању велике куле 1350. године, за време српске владавине, од стране "кастрофилакса" Орестеса.
Срби су владали Серезом за време цара Душана 1336-1356. године, а он се ту прогласио за првог цара. Једно писмо цара Душана упућено Млетачком дужду, написано је у Серезу, 15. октобра 1345. године. У манастиру Св. Јована код Сереза нађене су у 19. веку владарске хрисовуље писане на грчком језику, које је издавао цар Душан, а односе се на град Срез и тај манастир на планини Маникеј. Пронашао их је објавио садржај Ђорђе Јоанид 1856. године. После смрти првог патријарха Јоаникија предстојао је избор новог. Други патријарх српски Сава изабран је на сабору у Серезу и по његовој вољи морали су сви грчки митрополити да оду из Србије. Тада је цариградски патријарх проклео цара Душана, патријарха Саву и српско свештенство. У Серезу је после било седиште царевине, царице Јелене, удовице цара Душана. Успео је 1359. године турски султан да освоји Серез и уништи ту малу државу. Царица Јелена се замонашила и постала монахиња Евдокија. Послао је 1360. године српску рукописну књигу "Пентикостар" (који је писао монах Гаврил) митрополит Серски, Јаков - у манастир на Свету гору Синајску. Каже се да је то било у време цара Уроша и његове мајке Јелисавете. Године 1368. тај град је узео деспот српски Угљеша. Вукашин Мрњавчевић - бивши намесник српски од Сереза до Дунава, 1367-1371. године. Мара кћерка деспота Ђурђа Бранковића била је удата 1435. године за турског султана Амурата. После његове смрти живела је у месту Јежево код града Сера. Она је користила наклоност султана Бајазита, и помагала православне манастире, нарочито Хиландар и Св. Павла, према њеној повељи од 1479. године. Умрла је исте, 1479. године Мара "деспотова ћерка" на Серешком пољу, село Ежево.
Познато велико географско дело Вујићево, прибавио је 1825. године у Београду, Јован Хаџи Батал родом из Сереза. Купац књиге која нуди фамилијарне рецепте од енглеског аутора, узео је претплативши се у Београду, 1833. године трговац Риста Роми из Сереза. Купац једне српске књиге био је средином 19. века Стеван И. Верковић старинар "за себе и своју заручницу Елену". Он је био "из Босне" а бавио се ту послом. Скупио је пре 1860. године народне песме у Серезу, и то највише од неке Дафине певачице из оближњег села Просеника. Он је 1860. године објавио књигу тих песама на српском језику у Београду. Посветио је збирку српској књегињи Јулији Обреновић. Верковић је своју књигу назвао Народне песме Македонских Бугара. Он их није назвао "српским", јер наводно "кад би когод македонског Славјанина запитао: "Што си ти?" одговарали би са - "ја сам Болгарин!", а свој језик зову болгарским - премда многи иоле писмени људи, свагда себе називају "Славено-болгарима".
У том граду се од 1897. године јавља српски Конзулат, при којем је "вицеконсул 1. класе" Бранислав Нушић, писац. Краљевским указом је 1900. године укинут српски конзулат у том граду.
За управитеља основне српске (претходно славјанске 1893) школе у Серезу постављен је 1898. године Стојан Дамјановић. Српска школа је ту отворена по молби у јесен претходне 1897. године.

## Становништво
Према статистици објављеној 1903. године у Серу је било највише Турака - 11.500, Грка нешто мање - 11.000 док је Словена само 2.200. Од осталих народа Јевреја је било 2.500, а Рома 500 у граду, од укупно 28.100 становника. Код турског становништва је било Словена муслимана а код грчког хеленизованих Словена. Године 1924. турско становништво је принудно исељено у Турску а на њихово место је насељено више од 2.500 грчких избегличких породица, укупно 14.950 особа (углавном из Турске). На попису из 1928. године Сер је имао 29.640 становника.
Пре последња три пописа кретање становништва било је следеће:
| 1981.  | 1991.  | 2001.  | 2021.  |
| ------ | ------ | ------ | ------ |
| 46.317 | 49.830 | 56.145 | 58.400 |

## Привреда
Област Сера је развијен пољопривредни крај у држави. Најважније пољопривредне културе су дуван, жита, а веома је развијено и сточарство. Индустрија је углавном прехрамбена и текстилна.

## Познате личности
- Гази Хусрев-бег, османски бег и управник Босанског санџака
- Ангелос Харистеас, грчки фудбалер